# Ptyctolaemus collicristatus
Ptyctolaemus collicristatus là một loài thằn lằn trong họ Agamidae. Loài này được Schulte & Vindum mô tả khoa học đầu tiên năm 2004.